# Philippe Legendre-Kvater
Pour les articles homonymes, voir Legendre.
Philippe Legendre-Kvater est un peintre, graveur et illustrateur français né en 1947 à Étampes.

## Biographie
Philippe Legendre fait ses études au lycée Geoffroy-Saint-Hilaire à Étampes. Dès 1963, il participe à la création de Plume 91, revue littéraire éphémère, où il publie des dessins, poèmes et critiques de romans.
En 1965, il réalise des dessins de presse pour la Gazette de Seine-et-Oise, et y croque, entre autres, un jeune peintre, Christian Binet, qui expose dans les locaux du journal peintures et dessins humoristiques. Lors de son service militaire dans la Marine nationale de 1966 à 1967, il devient le dessinateur de Pingouin, la revue de la base aéro-navale de Rochefort-sur-Mer.

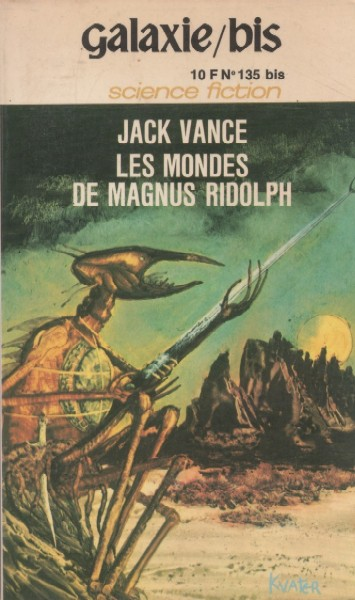
Illustration de couverture du Galaxie-bis, no 45 (1975).

Fin 1967, tout en fréquentant divers ateliers de peinture de la ville de Paris, place des Vosges et à Saint-Merry, il travaille pour les nouvelles messageries de la presse parisienne et propose ses dessins humoristiques aux grands journaux, et à des revues telles que Noir et Blanc, Planète et Plexus.
Après 1968, il participe à des revues plus ou moins clandestines, puis il intègre le mouvement de la presse parallèle. Avec Henri-Jean Enu, il crée la bande dessinée militante Jacqueline Prothèse pour le journal Le Parapluie, tout en travaillant en indépendant comme dessinateur maquettiste, ou en studio. À partir de 1975 il travaille régulièrement avec les hebdomadaires Politique hebdo et Maintenant, signant alors ses dessins « LEG » ou « Legendre-Kvater ».
Pour Galaxie et Fiction des éditions OPTA, et pour le Masque Fantastique, il réalise des couvertures de science-fiction signées « Kvater ». Il participe aussi au mouvement folk, dessinant et faisant la mise en page de l’Escargot Folk de 1975 à 1980.
En 1977, son ami Christian Binet le présente à Marcel Gotlib et il participe avec textes et dessins à la gazette d'Yves Frémion dans Fluide glacial.
En 1978, il réalise la première affiche du carnaval brésilien de la salle Wagram, qui connaît alors sa première édition. À la même époque, il fait partie de l’équipe des dessinateurs fondateur du dossier mensuel de dessins de presse Encre Libre. Jusqu’en 1981, il est dessinateur-reporter et collabore à beaucoup de journaux et magazines : le Monde du Dimanche, le Monde de l’Éducation, Sexpol, Clarté, Maintenant, Que choisir, etc.

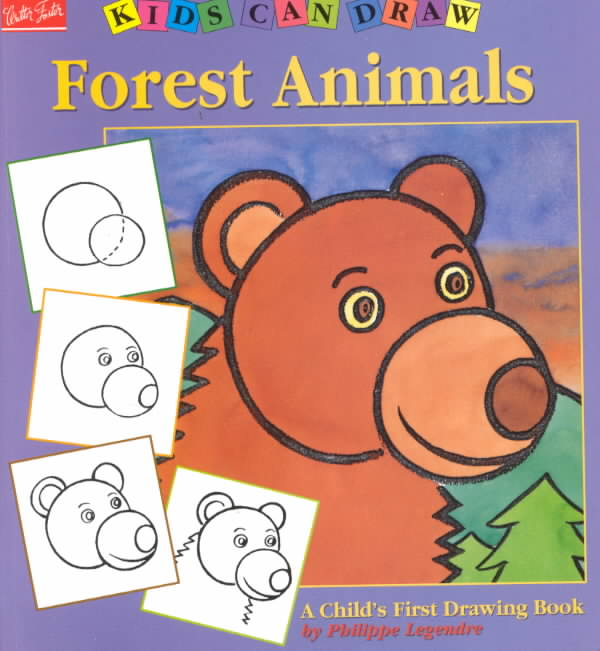
Version américaine de J'apprends à dessiner les animaux de la forêt (1997)

En parallèle, il pratique la gravure taille-douce et la peinture dans son atelier d’Étampes installé en 1976, expose en galerie à Paris et en Province, et donne des cours de dessin, aquarelle et gravure. De 1986 à 1996, il expose régulièrement à la galerie La Marge de Blois pour laquelle il crée une série de posters et de cartes postales sur les châteaux de la Loire.
Après 1981, sans abandonner le dessin satirique, il se tourne surtout vers l’illustration pour la jeunesse. L’album Les loups qui paraît en 1982 chez Berger-Levrault avec un texte de Jean-Jacques Brisebarre est le début d’une longue série d’ouvrages illustrés, dont le nombre dépasse de loin la centaine en 2008. Les thèmes de ses livres, textes ou illustrations, fantastiques ou contes historiques, font revivre le passé.
En 1986, il se lie d’amitié avec Claude Seignolle, écrivain fantastique, avec qui il réalise en 1989 un livre pour bibliophiles sur son texte Le Meneur de loup. Il rencontre Bernard Clavel en 1997 qui lui écrit Le Loup bavard et Les Larmes de la forêt, édités chez Hesse.
Pendant plus de vingt ans, Philippe Legendre-Kvater a animé, à l’atelier d’arts plastiques de la Vigne d’Étampes fondé par Philippe Lejeune, une section jeune, ce qui lui a donné l’idée, en 1992, de proposer aux Éditions Fleurus deux séries pratiques : J’apprends à dessiner et Dessiner et peindre. La série J’apprends à dessiner a été l'objet de traduction aux États-Unis en anglais, ainsi qu'en allemand, en italien, en grec, en polonais, en islandais, en hongrois.
Une des caractéristiques de cet artiste est le contact qu’il a toujours su conserver avec le public : enfants comme adultes, amateurs comme professionnels. Également conteur, il intervient dans les bibliothèques, les écoles, et installe parfois sa presse taille-douce lors des salons du livre ou expositions, pour initier le public à la gravure. De même son enracinement dans le terroir étampois lui a inspiré quantité d'œuvres nourries de l'observation de son patrimoine et de son histoire, notamment par des aquarelles et des albums réalisés avec Clément Wingler.

## Publications
- Le meneur de loups, texte de Claude Seignolle, Paris, Epigones, 1989.
- , Les Larmes de la Forêt, avec Patricia Philippe Legendre-Kvater, texte de Bernard Clavel, Hesse, 1997.
- Le Loup bavard, texte de Bernard Clavel, Hesse, 1998.
- J'apprends à dessiner, Paris, Fleurus, depuis 1992, série de plusieurs dizaines d'albums pour enfants, traduit aux États-Unis, en Italie, en Allemagne, en Islande, en Pologne, en Grèce, en Hongrie.
- Dessiner et Peindre, avec Patricia Legendre-Kvater, Paris, Fleurus (depuis 2001), série de plusieurs albums destinés aux amateurs adultes.
- Les Châteaux de la Loire, 48 cartes postales de 1987 à 2002[1].

### Source
- Biographie illustrée en ligne sur le Corpus Etampois